# Casque Adrian
Pour les articles homonymes, voir Casque (homonymie) et Adrian.

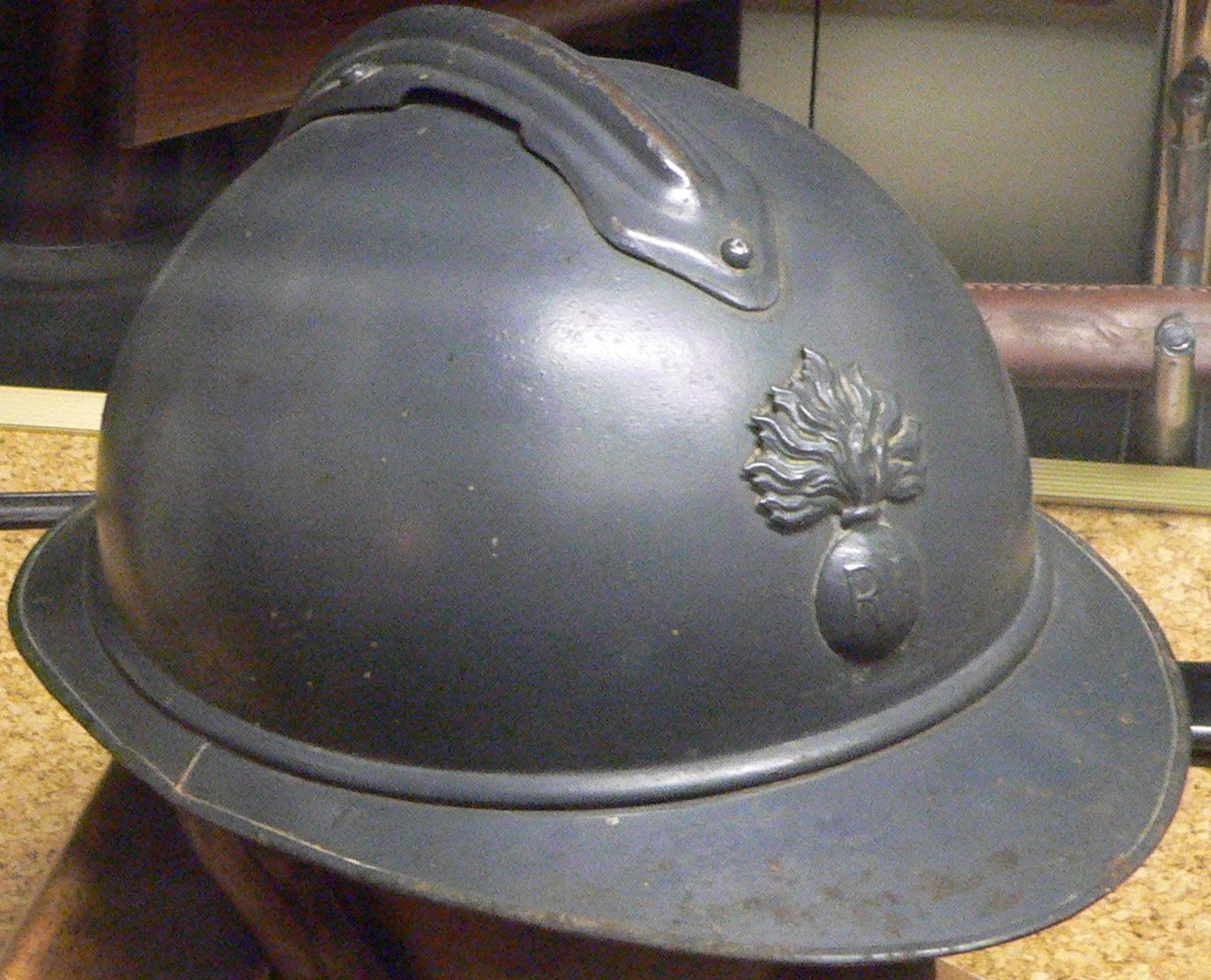
Casque Adrian de l'infanterie française modèle 1915.

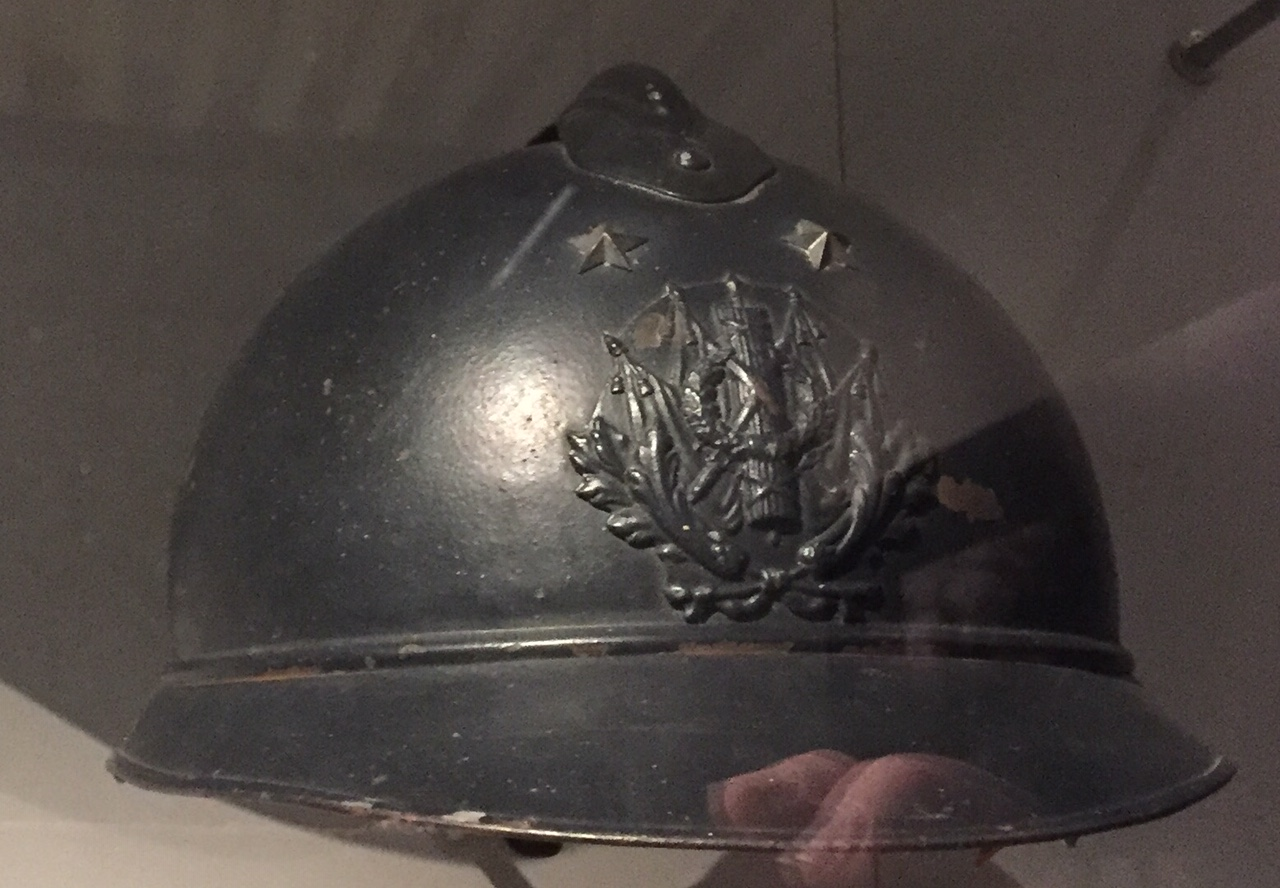
Un casque Adrian de général de brigade de la Première Guerre mondiale, conservé au musée de l'Armée.

Le casque Adrian M 1915, lointainement inspiré de la bourguignotte de la Renaissance, est le casque militaire équipant les troupes françaises pour la première fois pendant la Première Guerre mondiale. Il fut conçu dans l'urgence quand des millions de soldats se retrouvèrent engagés dans la guerre de tranchées et que les blessures à la tête devinrent la cause d'une proportion significative des pertes sur le champ de bataille ; 77 % des blessures des Poilus étaient localisées à la tête avant son adoption, le chiffre tombant à 22 % en 1916.

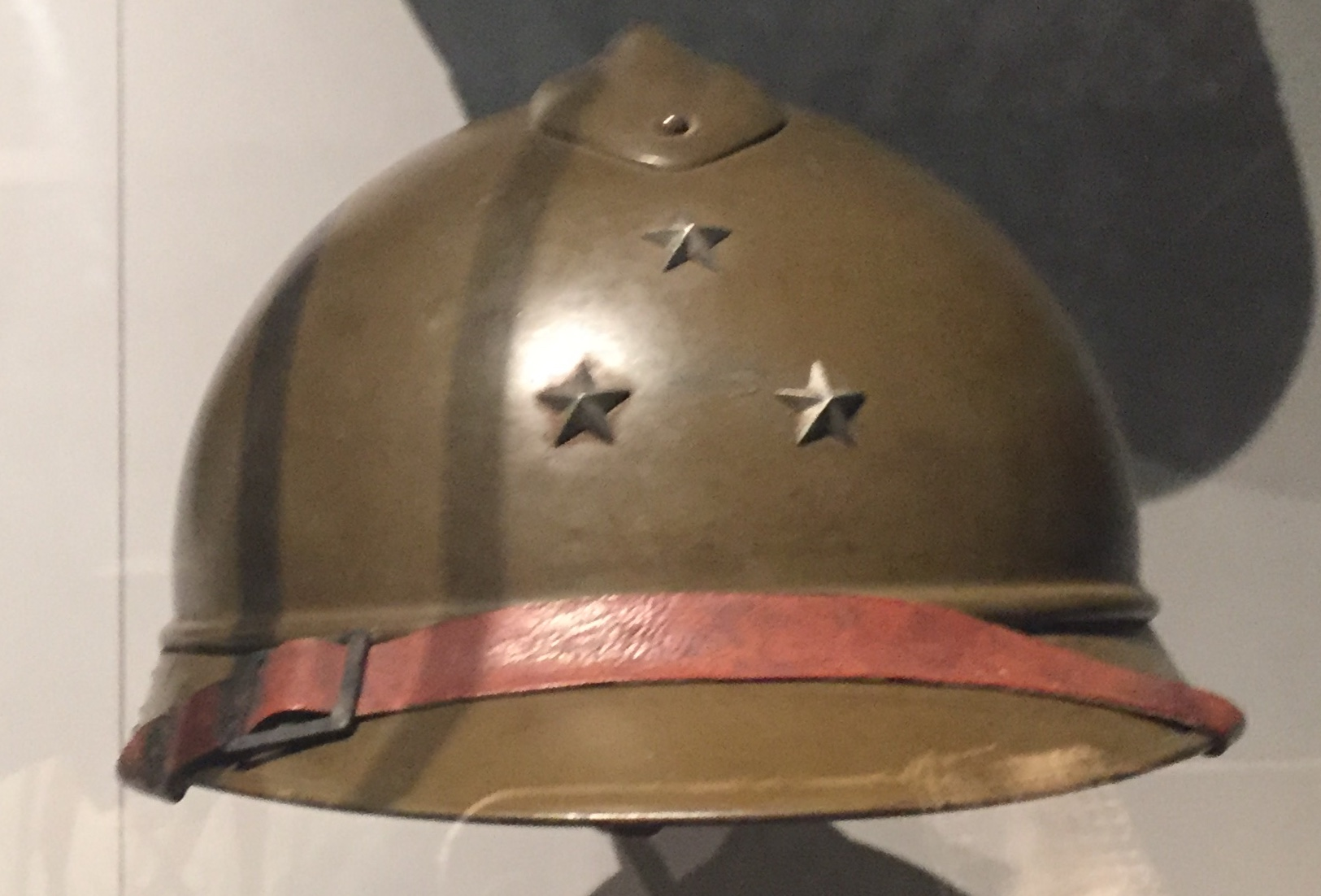
Le casque Adrian d'un général de division, conservé au musée de l'Armée.

Il remplaçait une cervelière (calotte d'acier portée sous la casquette ou le képi) adoptée en février 1915 et fut distribué à partir de septembre 1915.

## Histoire

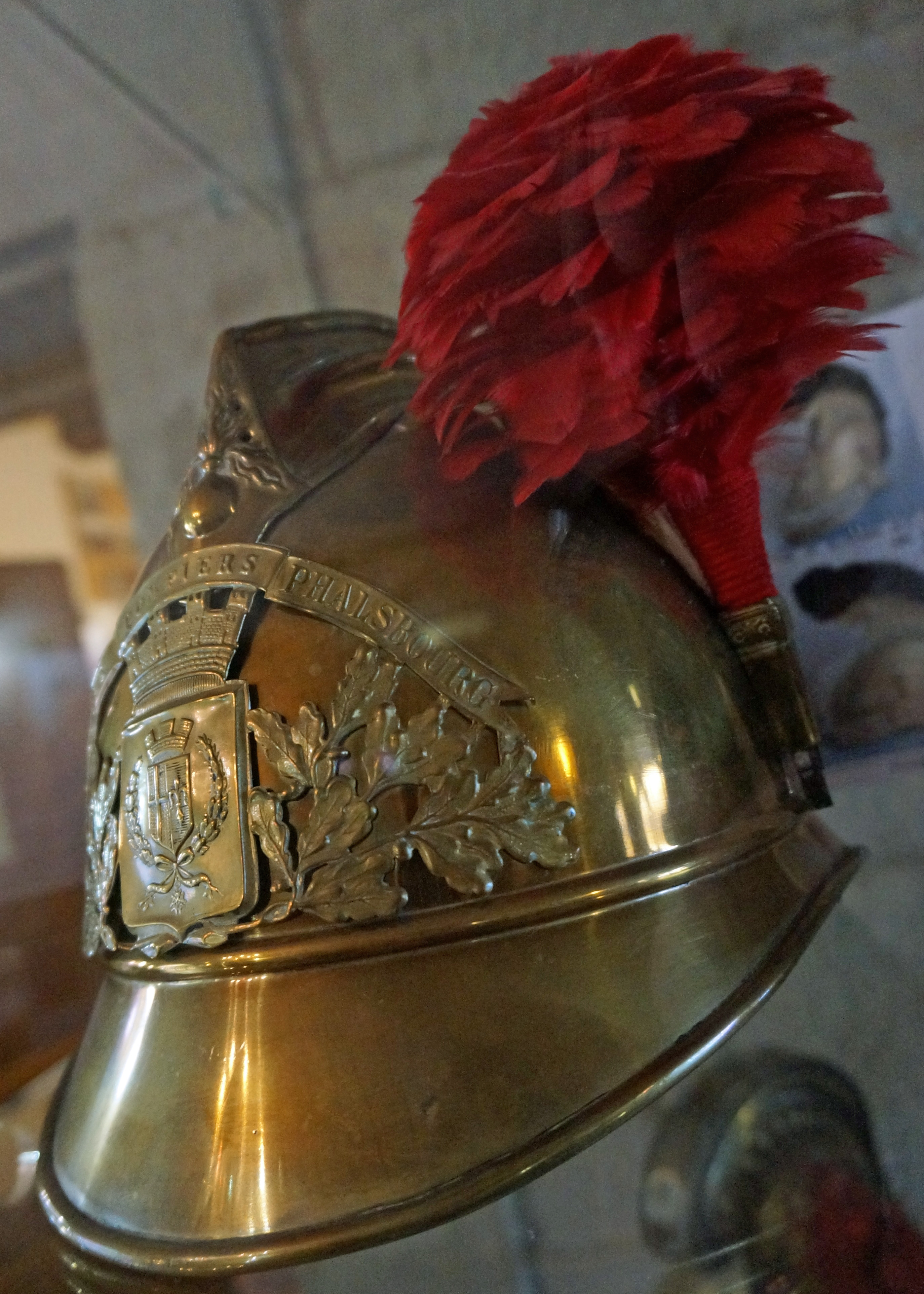
Casque de pompier, fin du XIXe siècle (modèle 1895).

Ces casques sortent des usines Japy Frères à Paris (rue Albouy) et à Beaucourt, près de Belfort, et d'autres entreprises (Reflex, Jouet de Paris, Société des Phares Auteroche, Dupeyron, Compagnie des compteurs, et Bonnet, sur le boulevard Beaumarchais à Paris) et ont été conçus à l'aide de Louis Kuhn, chef de l'atelier d'agrafage mécanique des établissements Japy Frères. Ils ont été commandés par le sous-intendant militaire Louis Adrian, et en gardent ce nom d’Adrian. Ce casque est une évolution du casque de 1895 des sapeurs pompiers, lui-même évolution des casques « à chenille » de la Garde nationale dont sont issus les premiers corps de sapeurs-pompiers.
Le casque Adrian était conçu pour protéger les soldats des éclats des obus qui explosaient au-dessus des tranchées. La présence d'un cimier est une réminiscence des casques de cavalerie ; il est destiné à amortir des chocs venant par le dessus (le cimier s'écrase, puis le choc est transmis à la bombe du casque). Le casque Adrian s'inspire aussi de la bourguignotte de la Renaissance. Comme la plupart des casques de cette époque, il n'était pas question d'essayer d'arrêter directement une balle de fusil ou de mitrailleuse. Fabriqué dans une tôle d'acier laminé d'une épaisseur de 0,7 mm, le casque, qui ne pèse que de 670 à 750 grammes, est plus léger que les casques allemands (Stahlhelm mle 16) et britanniques (casque Brodie) qui apparurent par la suite (février 1916 pour le casque allemand, fin 1915 pour le casque anglais).

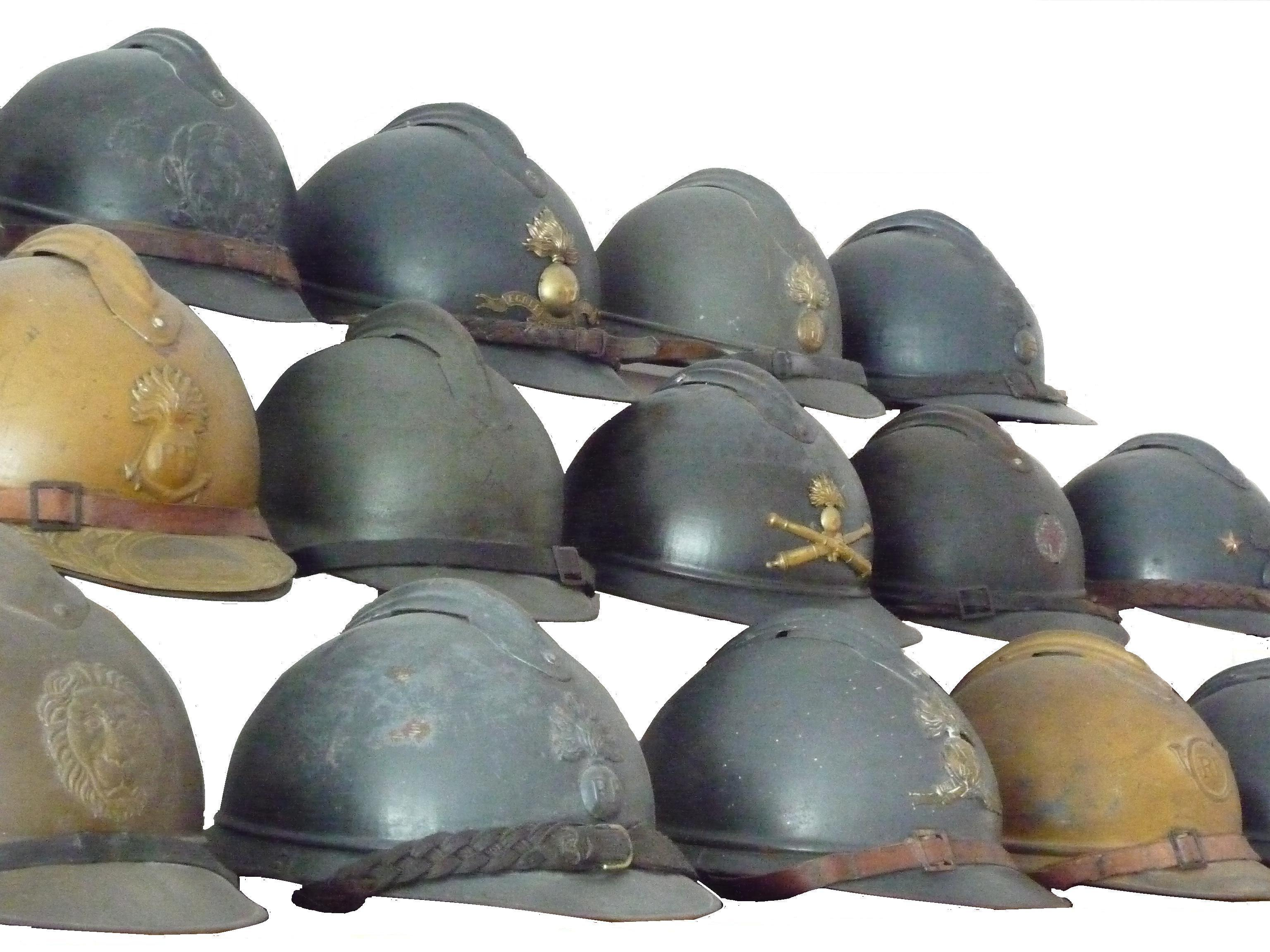
Collections de casques Adrian.

De couleur bleu horizon, il était, contrairement à ces derniers, constitué de 5 pièces, la bombe, la visière et la nuquière, le cimier et la coiffe en cuir. À l'avant du casque était agrafé par des pattes métalliques l'attribut caractéristique de l'arme (infanterie, artillerie, chasseurs à pied, service de santé, la plus répandue étant celle de l'infanterie, une grenade surmontée d'une flamme, estampillée des initiales « RF » pour République française). La coiffe, noire ou marron, initialement taillée dans un seul morceau de cuir et comportant sept dents de loup (sorte de chevilles métalliques) trouées et rivetées pour permettre le passage d'une cordelette, fut constituée ultérieurement de sept morceaux de cuir cousus (six dents de loup et une couronne au dos de laquelle est cousue une bande de tissu, généralement issue d'uniformes usagés). En hiver, certains soldats ajoutaient un rembourrage supplémentaire de tissu ou de papier journal entre la coque et la coiffe. Les premiers casques furent peints en bleu brillant. Il apparut rapidement que les reflets du soleil en faisaient d'excellentes cibles. Les soldats les passèrent donc à la boue, puis une peinture mate fut distribuée aux unités, ainsi que des couvre-casques de tissu, avant qu'ils ne soient peints en bleu mat en unité, puis directement en usine.
Les casques des troupes d'Afrique furent repeints en couleur moutarde, puis directement peints de cette couleur en usine.
La jugulaire des officiers est souvent en cuir tressé et achetée dans le commerce. La découpe de la partie antérieure du cimier peut légèrement varier selon le fabricant. Des casques en acier trempé furent commercialisés par la société Franck et Siraudin au prix de 20 à 25 francs (soit 47-59 euros) et rapidement interdits car dangereux en cas d'impact.
3 125 000 casques sont remis à l'armée française sept mois après la décision de l'état-major. Plus de vingt millions de casques Adrian modèle 1915 ont été produits et ont équipé les soldats italiens, belges, russes, roumains, serbes, yougoslaves, grecs, thaïlandais, japonais, etc..

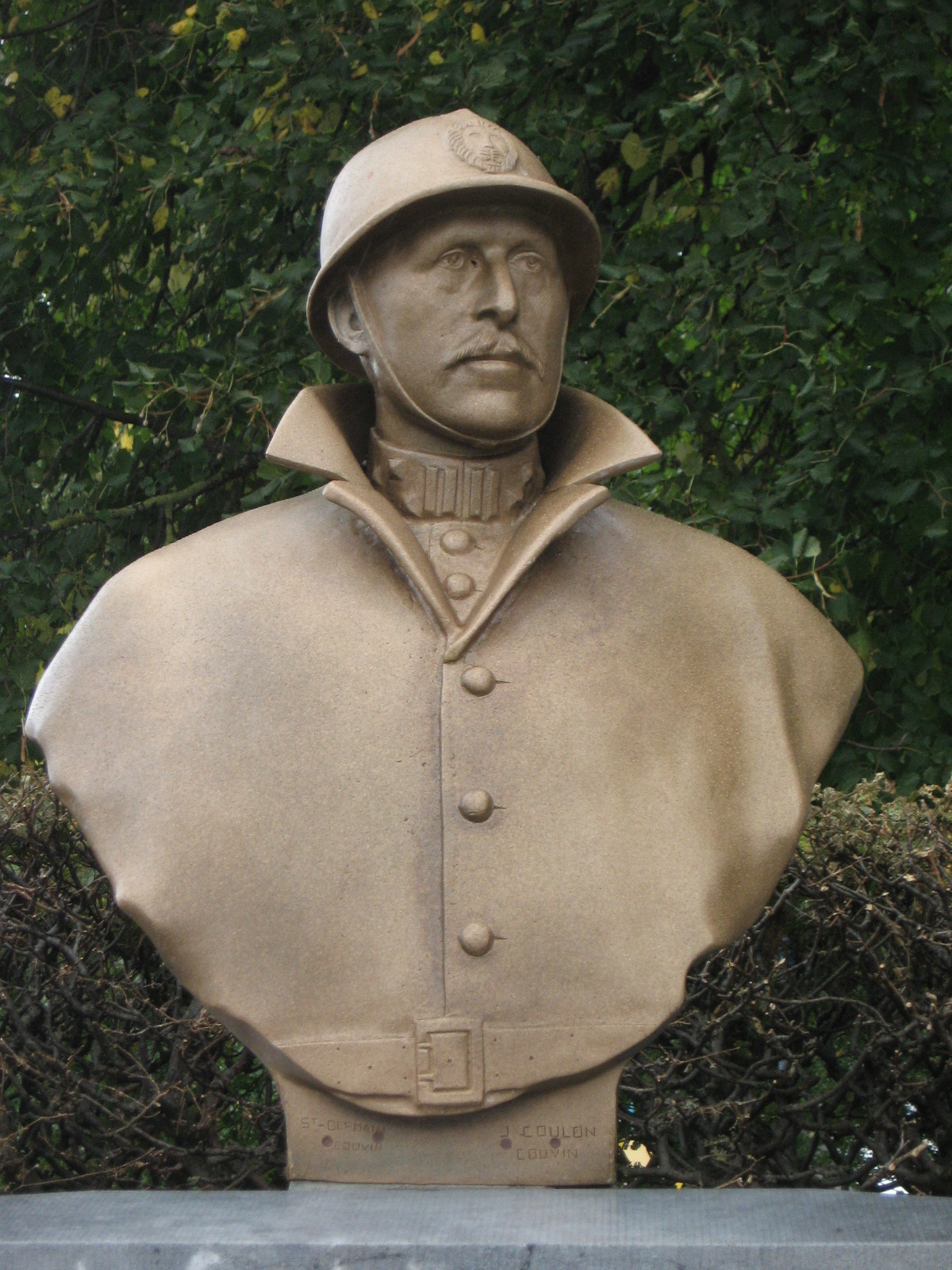
Buste d'Albert Ier de Belgique en uniforme militaire, portant un casque Adrian.

Lors des derniers mois de la Grande Guerre, une réflexion fut entreprise en vue de remplacer le casque Adrian, dont la protection avait été reconnue insuffisante. Pour cette raison, la fabrication du casque Adrian modèle 1915 cessa le 17 octobre 1918 au profit d'un casque embouti dans un acier au manganèse inventé par Aron Polack et adopté le 6 novembre 1918.

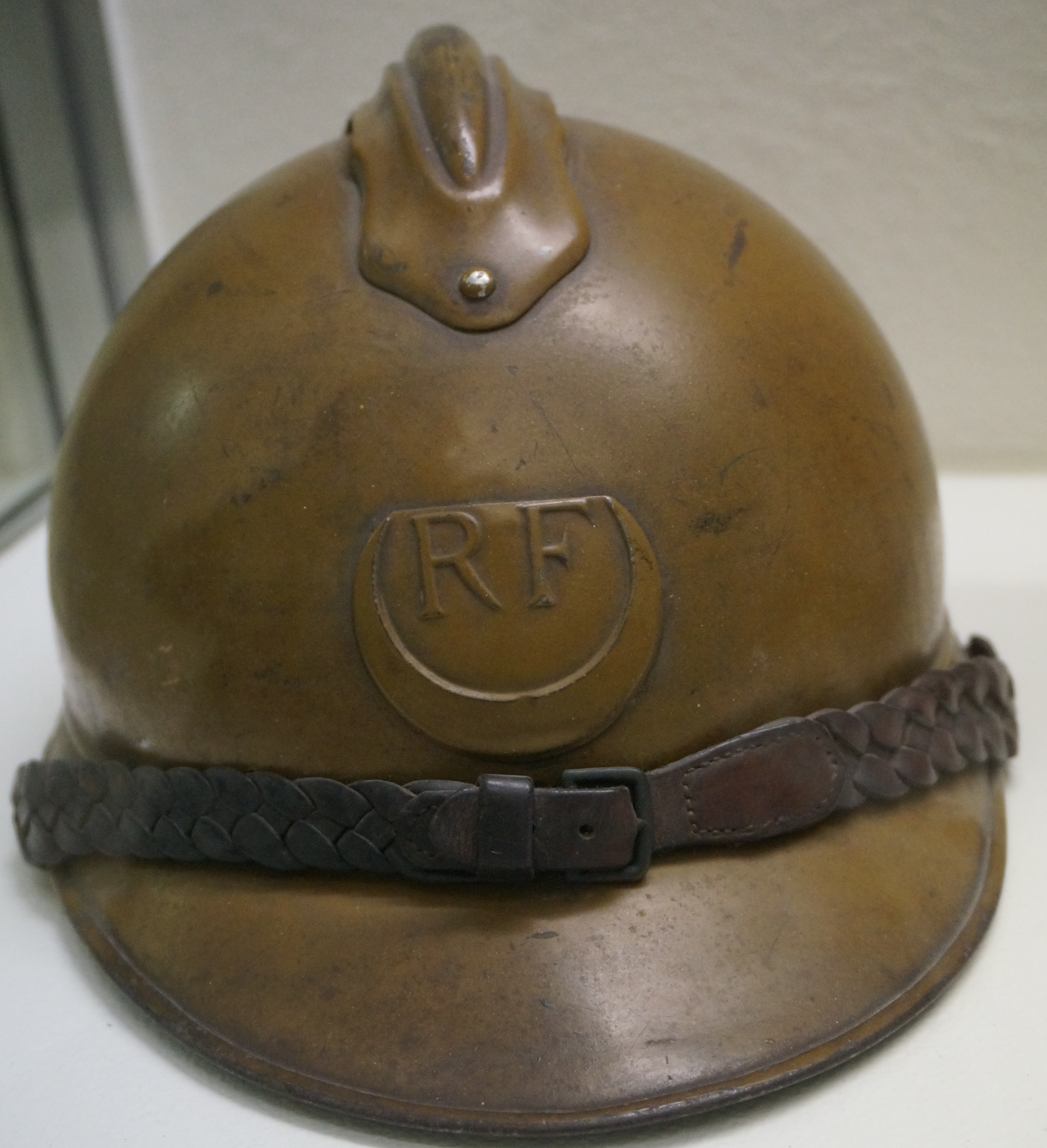
Casque des troupes coloniales.
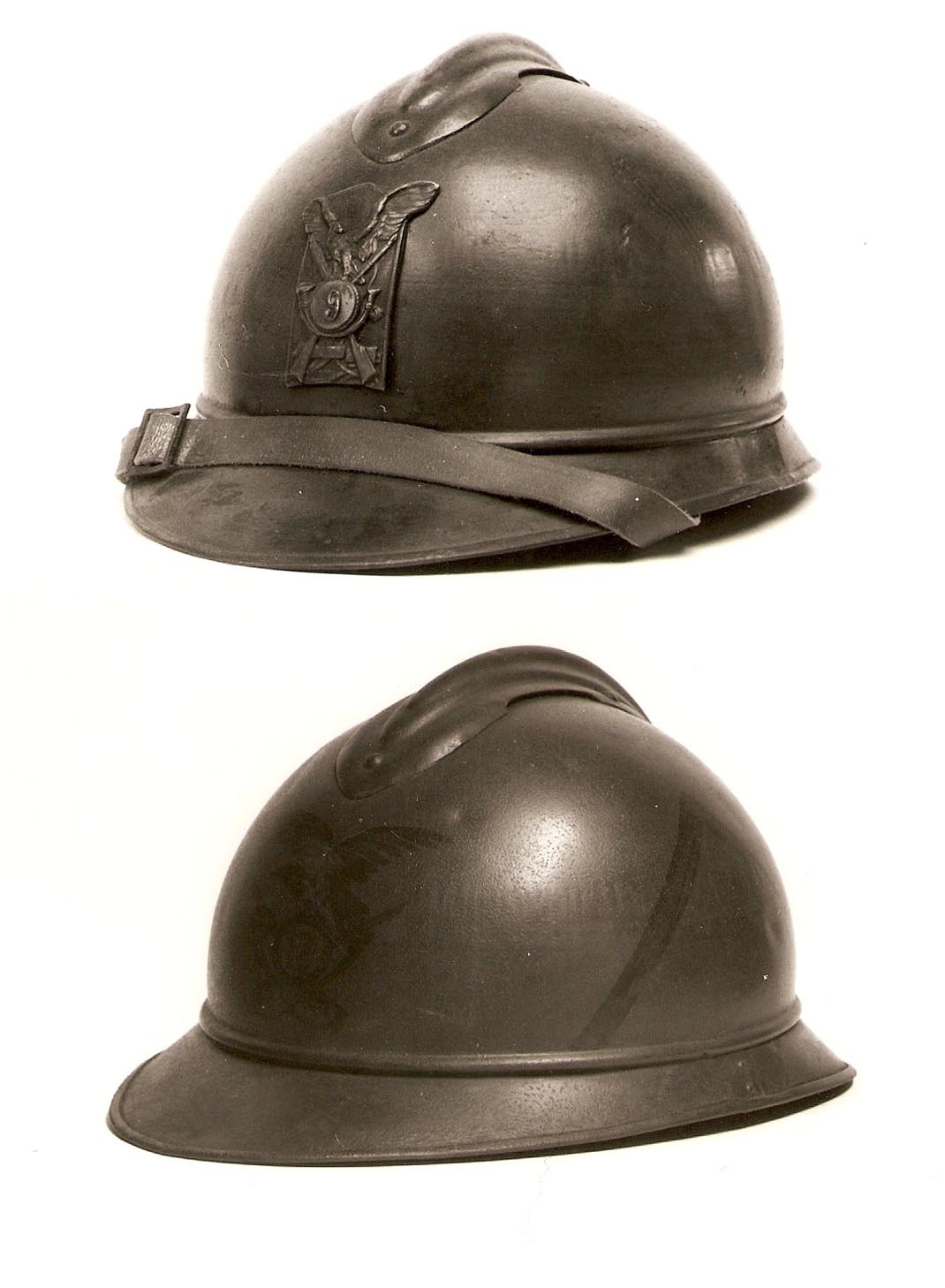
Casque italien des troupes alpines.
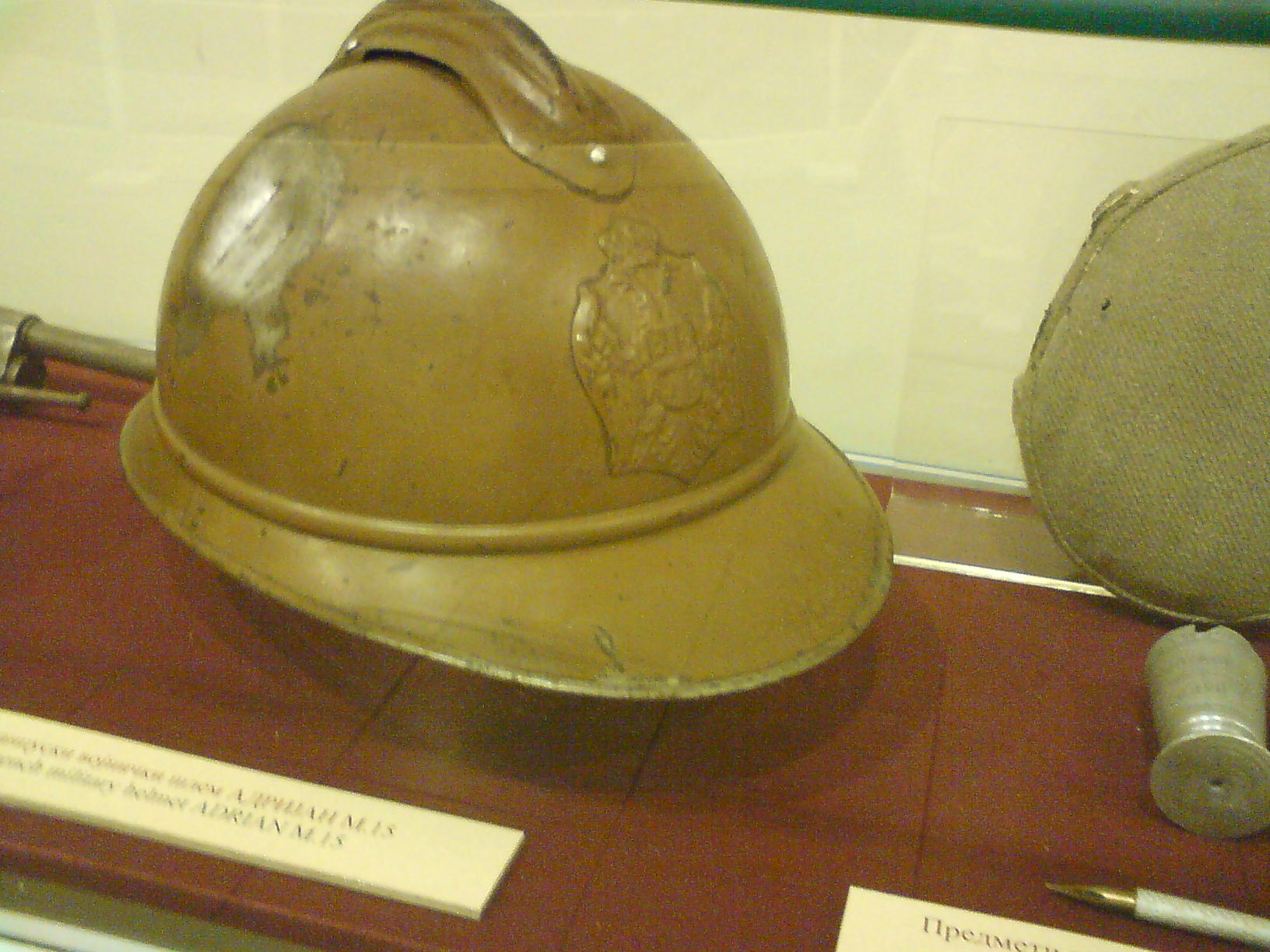
Casque serbe.
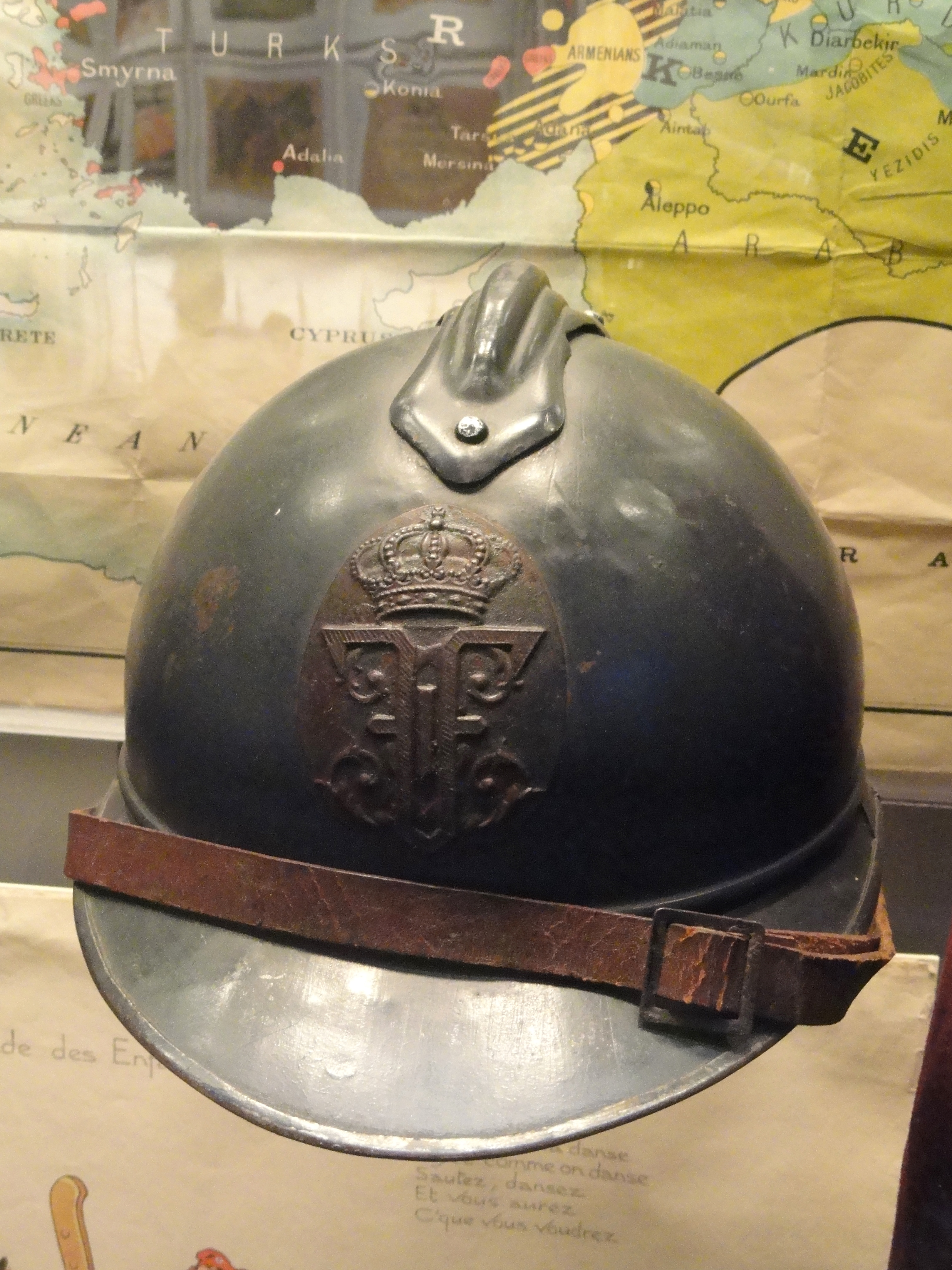
Casque roumain.
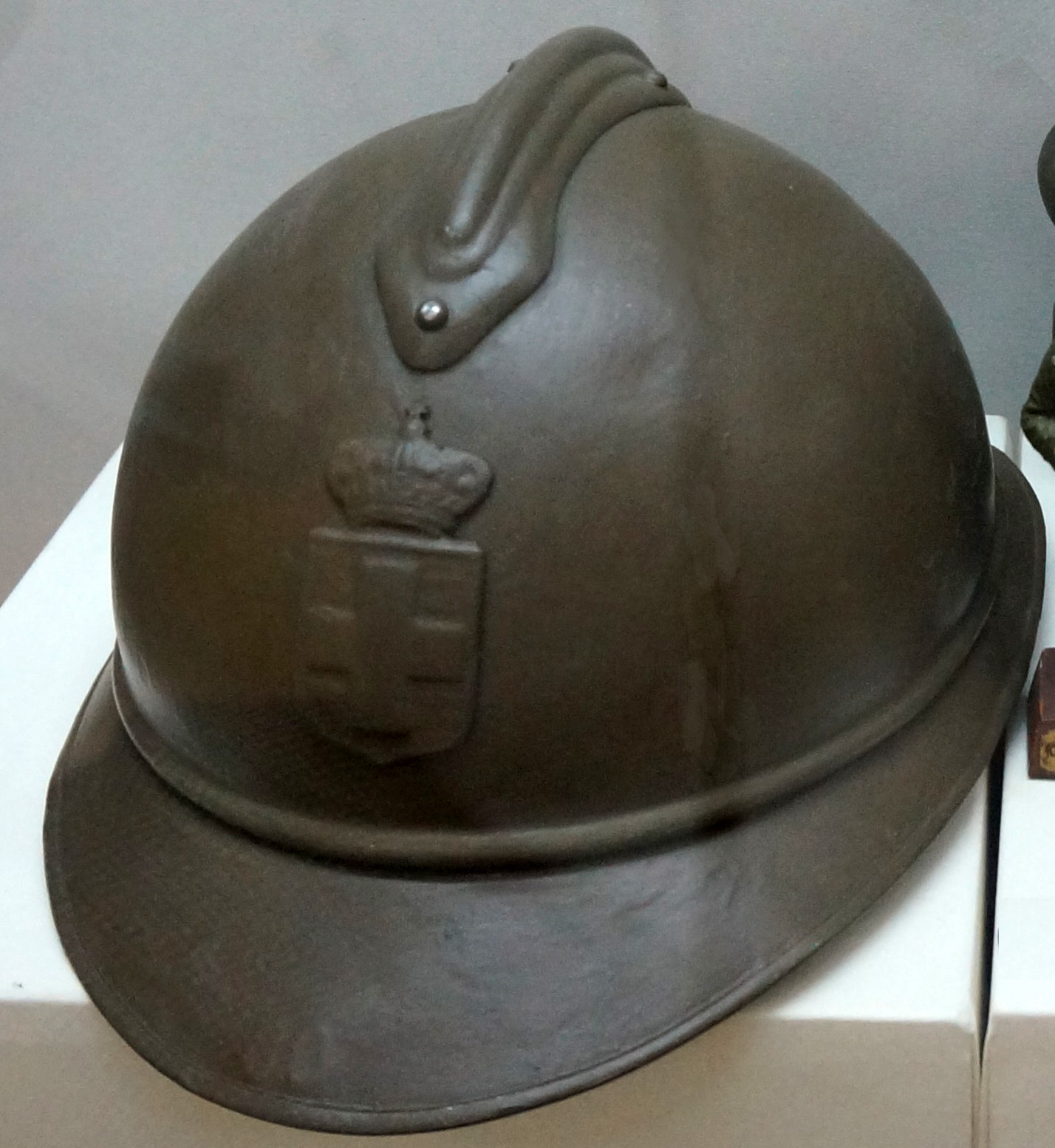
Casque grec.

### Après la Première Guerre mondiale

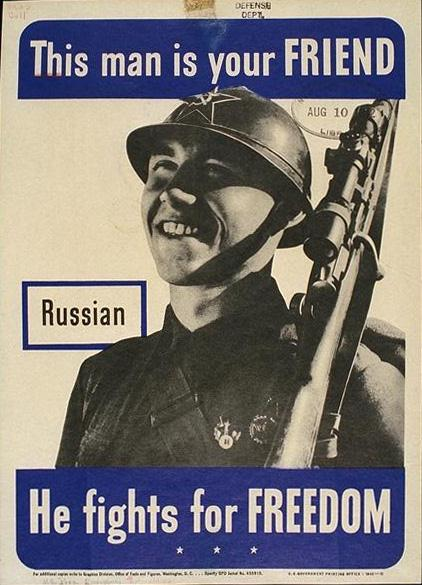
Carte d'identification d'un soldat russe, portant un casque Adrian (distribuée aux GI's américains en 1942).

Il est exporté après guerre en autre au Mexique.
En 1926, une nouvelle version du casque Adrian fut adoptée. Fabriquée en acier plus résistant, d'une seule pièce plus la crête, il en fut produit 3 millions d'exemplaires. À partir de 1935, le kaki remplaça le bleu horizon dans l'armée française et donc la couleur du casque en fut modifiée, de teintes allant du kaki jaune au kaki vert en passant par le marron. Dans l'armée française, le casque Adrian (essentiellement dans sa version 1926) était l'équipement standard jusqu'après la Seconde Guerre mondiale, et fut utilisé par les forces de police jusque dans les années 1970.

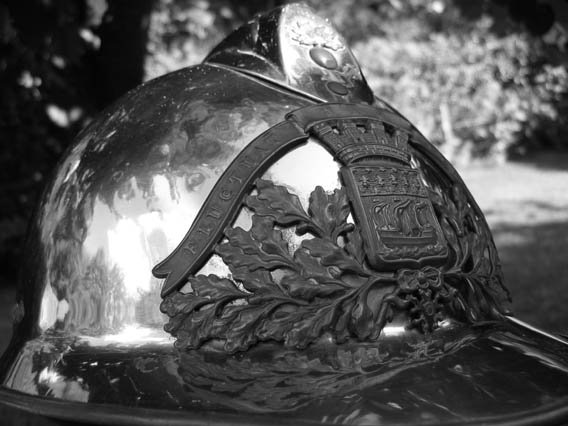
Casque des pompiers de Paris (années 1940).

Chez les pompiers, où il était chromé, il a été utilisé jusqu'au milieu des années 1980. Il a été remplacé par le casque F1, spécialement conçu pour leurs missions. Le casque Adrian est devenu le casque de tradition de nombreux corps de sapeurs pompiers. Certains exemplaires du casque Adrian peuvent avoir une cote intéressante chez les collectionneurs.

### Étude comparative moderne
En 2020, des ingénieurs américains ont mené des tests pour comparer les mérites respectifs des casques allemand (Stahlhelm), britannique (Brodie) et français (Adrian) en termes de résistance face au souffle d'une explosion. Les résultats des tests sont les suivants : « la pression exercée au-dessus du casque était similaire à celle reconnue pour provoquer des hémorragies cérébrales. Les tests ont montré que le risque était de 50 % sans casque, de moins de 10 % avec les casques allemand et britannique, de 5 % avec le casque moderne américain et de 1 % seulement avec le casque français Adrian », indique l'étude. L'étude précise que les trois casques ont été fabriqués avec les mêmes matériaux avec une coque plus fine pour le casque Adrian mais ce qui fait la différence est « cette crête au sommet du casque. Même si elle avait été conçue pour protéger des éclats de métal, cette caractéristique pourrait bien aussi protéger des ondes de choc » selon un des auteurs de l'étude, Joost Op't Eynde,.